# Choina

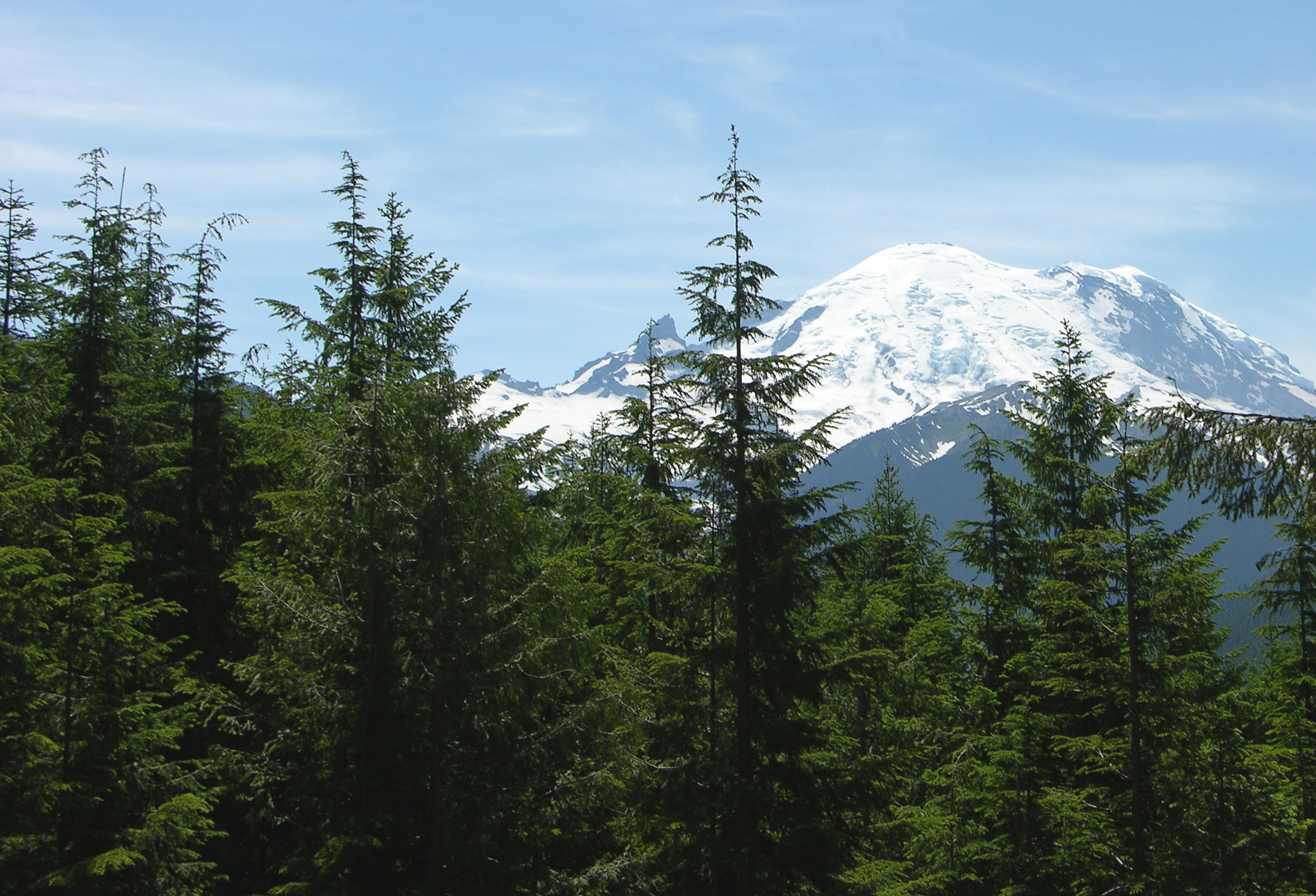
Choina różnolistna pod Mount Rainier

Choina (Tsuga Carriere) – rodzaj iglastych drzew z rodziny sosnowatych. Należy do niego 11 gatunków (w tym 1 mieszaniec). Występują w Ameryce Północnej i wschodniej Azji. Są długowieczne i cienioznośne. Mają duże znaczenie ekonomiczne jako źródło drewna konstrukcyjnego i ścieru oraz drzewa ozdobne. Są ważnym składnikiem górskich i niżowych lasów, odgrywając ekologicznie istotną rolę dla wielu grup zwierząt. Wykorzystywane są też jako rośliny lecznicze.

## Rozmieszczenie geograficzne
W Ameryce Północnej rosną cztery gatunki – Tsuga canadensis i T. caroliniana w części wschodniej oraz T. heterophylla i T. mertensiana w części północno-zachodniej. Dwa gatunki rosną na wyspach japońskich – T. diversifolia i T. sieboldii. T. ulleungensis jest endemitem koreańskiej wyspy Ullŭng-do. W południowych Chinach i w Himalajach rosną trzy gatunki – T. chinensis (południowo-wschodnie Chiny wraz z Tajwanem), T. dumosa (Himalaje) i T. forrestii (południowe Chiny).

## Morfologia

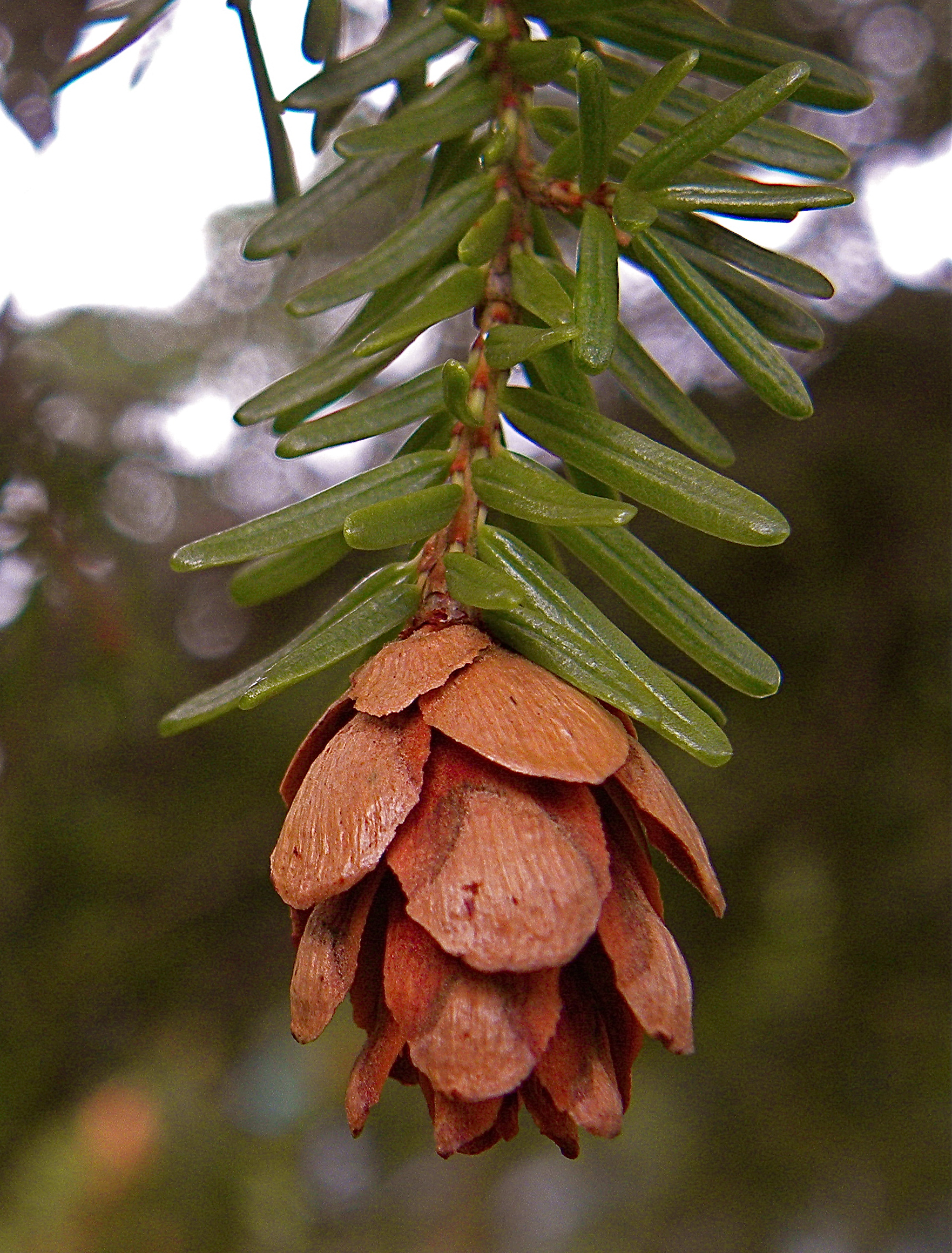
Igły i szyszka choiny różnolistnej

PokrójZimozielone drzewa średniej wysokości, zwykle nieprzekraczające 50 m, ale choina zachodnia osiąga nawet 80 m. Korony stożkowate, z gałęziami cienkimi, wyrastającymi z pnia od niskiej wysokości – pień słabo się oczyszcza. Na młodych okazach wierzchołek korony często łukowato wygięty. Kora łuskowata, z wiekiem coraz bardziej spękana. Pędy cienkie, zwykle owłosione (prawie nagie u choiny Siebolda), szorstkie z powodu trzonków igieł (podobnych do tych u świerków). Pędy zakończone są nieożywicowanymi, zwykle niewielkimi, kulistymi lub jajowatymi pąkami, u choiny różnolistnej są one pękate i czerwone.
LiścieIgły osadzone na niewielkich trzonkach, u nasady zwężone w krótkie, przylegające do pędu ogonki. Liście osiągają od ok. 1,5 do 2,5 cm, często mają zróżnicowaną wielkość u tych samych okazów na tych samych pędach (zobacz heterofilia), są spłaszczone (tylko u choiny Mertensa wypukłe), u góry zielone, od dołu z białawymi paskami aparatów szparkowych o różnej, często diagnostycznej dla niektórych gatunków szerokości (tylko u choiny Mertensa pasków brak). U większości gatunków liście są całobrzegie i tępe lub zaokrąglone na szczycie, ale u choiny kanadyjskiej i zachodniej na brzegu są ząbkowane, a u choiny różnolistnej i Siebolda – na szczycie wcięte. Liście na pędach ułożone są nieregularnie dwustronnie i tylko u choiny Mertensa ustawione są promienisto, odstając na wszystkie strony.
Kwiaty i szyszkiZebrane w rozdzielnopłciowe kwiatostany mające postać drobnych szyszek. Drzewa są jednopienne. Kwiatostany męskie drobne, zwykle czerwonawe, wyrastają na końcach pędów. Kwiatostany żeńskie zielone (fioletowe u choiny Martensa), po zapyleniu drewnieją. Szyszki u większości gatunków są niewielkie – osiągają 1,5 do 2,5 cm. Wyróżniają się wielkością szyszki choiny karolińskiej, osiągające do 3,5 cm długości i choiny Mertensa, osiągające nawet 8 cm. Łuski nasienne są nieliczne, na brzegach zaokrąglone. Łuski wspierające są krótkie i niewidoczne spod nasiennych. Szyszki zwisają na gałęziach i opadają jakiś czas po rozsianiu nasion. Nasiona są drobne, z pojedynczym skrzydełkiem.

## Biologia i ekologia
Drzewa długowieczne (najstarszy znany okaz choiny zachodniej osiągnął ok. 1240 lat, 75 m wysokości i 2,75 m pierśnicy), zwykle wolno rosnące, choć choina zachodnia wyróżnia się szybkim wzrostem w młodości, już w wieku 20 lat osiągając 20 m wysokości. Kwiaty zapylane a nasiona rozsiewane są przez wiatr. Nasiona zawiązywane są zwykle w cyklach co trzy lata. Bardzo wrażliwe są siewki w pierwszych trzech latach rozwoju. Łatwo w tym czasie są porażane przez choroby grzybowe i wymagają stałego ocienienia.
Drzewa te rosną w lasach górskich (zwłaszcza w południowej części zasięgu) i na nizinach, zwykle na siedliskach wilgotnych i skalistych. Odgrywają istotną rolę w lasach jako miejsce gniazdowania i bytowania ptaków, w tym sów. Źle znoszą długotrwałe susze. Są natomiast cienioznośne, zwłaszcza w młodości. Są tolerancyjne na znaczne spadki temperatur.

## Systematyka i pochodzenie
Rodzaj choina Tsuga jest przedstawicielem podrodziny Abietoideae w obrębie rodziny sosnowatych Pinaceae.
Rodzajem siostrzanym (najbliżej spokrewnionym) jest monotypowy Nothotsuga z gatunkiem Nothotsuga longibracteata rosnącym w południowo-wschodnich Chinach. W niektórych ujęciach jest on zaliczany do rodzaju Tsuga, jednak na ogół uznawany bywa za odrębny. Jego odrębność uzasadniły także badania genetyczne – procent odmienności sekwencji nukleotydów jest między Nothotsuga i najbliżej spokrewnionym gatunkiem z rodzaju Tsuga dwa razy większy niż różnica między dwoma najbardziej oddalonymi od siebie gatunkami z rodzaju Tsuga. Rozdzielenie linii prowadzących do współczesnych przedstawicieli rodzaju Tsuga i Nothotsuga nastąpiło ok. 90 milionów lat temu tj. w czasie późnej kredy. W niektórych ujęciach z rodzaju Tsuga wyodrębniany jest także w osobny rodzaj Hesperopeuce gatunek Tsuga mertensiana (jako H. mertensiana), uznawany czasem jako pośredni i być może mieszańcowego pochodzenia z rodzajem świerk Picea, jednak nie zostało to uzasadnione w badaniach filogenetycznych – gatunek ten jest siostrzany dla T. heterophylla, wraz z którym tworzy klad bazalny w obrębie rodzaju Tsuga.
Ostatni wspólny przodek współczesnych gatunków z rodzaju Tsuga rósł w eocenie, kiedy to nastąpił podział na linię obejmującą T. heterophylla i T. mertensiana z zachodniej części kontynentu północnoamerykańskiego. Pozostałe gatunki zasiedlały Eurazję i wschodnią część Ameryki Północnej, przy czym do czasów współczesnych utrzymały się tylko w Azji wschodniej i wschodniej części Ameryki Północnej, zanikając w Europie. Szczątki kopalne przedstawicieli rodzaju Tsuga świadczą o dawnym szerokim rozprzestrzenieniu rodzaju na półkuli północnej także w kredzie i paleogenie.
Ze względu na niewielkie zróżnicowanie morfologiczne i liczne introgresje – podział rodzaju Tsuga na gatunki jest w wielu miejscach problematyczny, zwłaszcza w Azji Wschodniej. W 2017 wyodrębniono w randze osobnego gatunku T. ulleungensis z koreańskiej wyspy Ullŭng-do. Badania genetyczne wskazują także na wyraźną odrębność T. chinensis z Tajwanu w stosunku do roślin z kontynentalnej Azji (jest wyróżniany jako odmiana T. chinensis var. formosana (Hayata) H. L. Li & H. Keng.). Gatunek T. forrestii może utracić swoją rangę, ponieważ jest najwyraźniej zagnieżdżony w T. chinensis. We Flora of China traktowany jest jako odmiana T. chinensis var. forrestii (Downie) Silba. Wyróżniany jest tam z kolei w randze gatunku T. oblongisquamata (W. C. Cheng & L. K. Fu) L. K. Fu & Nan Li, ale o niepewnym statusie, z opcją uznania za odmianę T. chinensis.
Wykaz gatunków
- Tsuga canadensis (L.) Carrière – choina kanadyjska
- Tsuga caroliniana Engelm. – choina karolińska
- Tsuga chinensis (Franch.) Pritz. – choina chińska
- Tsuga diversifolia (Maxim.) Mast. – choina różnolistna
- Tsuga dumosa (D.Don) Eichler
- Tsuga forrestii Downie
- Tsuga heterophylla (Raf.) Sarg. – choina zachodnia
- Tsuga ×jeffreyi (A.Henry) A.Henry – choina Jeffreya
- Tsuga mertensiana (Bong.) Carrière – choina Mertensa, choina górska
- Tsuga sieboldii Carrière – choina Siebolda
- Tsuga ulleungensis G.P.Holman, Del Tredici, Havill, N.S.Lee & C.S.Campb.

## Zastosowanie i uprawa
Z drewna choin produkuje się papier, robi podkłady kolejowe i wykorzystuje w budownictwie. Kora dostarcza garbników wykorzystywanych w przemyśle garbarskim (choina kanadyjska była najważniejszym surowcem do ich pozyskania w Ameryce Północnej). Choiny są również sadzone jako drzewa ozdobne. Tylko w przypadku choiny kanadyjskiej opisano 250 odmian ozdobnych. Indianie z pędów i kory choiny kanadyjskiej wytwarzali orzeźwiający wywar.
Choiny dobrze rosną na glebach lekko kwaśnych, głębokich i przepuszczalnych. Są mrozoodporne, ale źle tolerują warunki miejskie i przesadzanie. Większość gatunków źle toleruje suszę. Rozmnaża się je przez nasiona wysiewane wiosną.
Wszystkie gatunki choin dobrze znoszą cięcie – mogą być strzyżone i formowane.